# ساطع الحصری
ساطع الحصری (عربی: ساطع الحصری ابوخلدون؛ زاده: ۵ اوت ۱۸۷۹–۲۴ دسامبر ۱۹۶۸) یک متفکر سوریه و یکی از بنیانگذاران تفکر ملی‌گرای عرب است. او یکی از واعظان ملی و اصلاح طلبان شرق عرب است که خواستار ناسیونالیسم عرب شدند.

## زندگی‌نامه
ساطع الحصری در تاریخ ۱۷ اوت ۱۲۹۶، در صنعا، یمن متولد شد، پدرش یک کارمند بود و پس از آن در مدارس ترکیه، جایی که او فارغ‌التحصیل شد درس می‌خواند و تعدادی از توابع آموزشی و اداری دریافت کرده پس از آن فرماندار برخی از ایالت‌ها در بالکان منصوب شد اما تمایل به کار در ترکیه داشت.
وی بعدها به عنوان وزیر آموزش و پرورش در توسعه برنامه‌های درسی آموزشی در دمشق مشغول بکار شد و روابط خود را با متفکران پیشرو و دانشمندان در سوریه تا زمان برداشتن ملک فیصل در سال ۱۹۲۰ افزایش داد.

## آثار
ساطع الحصری کتاب خود را در شش جلد صادر شده (سالانه فرهنگ عربی)، که به درگیری‌های فرقه‌ای و دفاع از ناسیونالیسم عربی اشاره شده و آثار خود را برای مقابله با پاسخ به این ایده از ناسیونالیسم عربی به بیش از بیست نویسندگان از مهمترین گسترش داده و صادر کرد:
- دربارهٔ ملی‌گرایی عرب
- نظرات و سخنرانی‌ها در ملی‌گرایی عرب ۱۹۴۴
- نظرات و گفتگوهای ملی و منطقه‌ای ۱۹۵۱
- دفاع از عربی
- اولین عربی
- مطالعات مقدمه ابن خلدون (در دو بخش)
- کشورهای عربی و دولت عثمانی
- نظرات و گفتگو در تاریخ و جامعه
- صفحات از گذشته اخیر
- نظرات و گفتگو در علم، اخلاق و فرهنگ
- پژوهش‌های انتخاب شده در ملی‌گرایی عربی
- هویت فرهنگ عرب
- سخنان ظهور ایده ملی
- نظرات و گفتگو در آموزش و پرورش
- عربی در میان طرفداران و مخالفان آن

## درگذشت
در سال ۱۹۶۵، او به عراق برگشت و در بغداد در ۲۳ دسامبر ۱۹۶۸ درگذشت.
اتحادیه کشورهای عربی پس از مرگ وی یک هفته برای مطالعه ایده و دیدگاه به رسمیت شناختن نقش ملی و آموزشی او اختصاص داد.